# Станция на горизонте
«Станция на горизонте» (нем. Station am Horizont) — роман немецкого писателя Эриха Марии Ремарка.

## История
Роман был впервые опубликован в 1927—1928 годах в немецком спортивном журнале Sport im Bild. В виде отдельного издания произведение было выпущено лишь в 1998 году.
В романе  впервые появляются стилистические особенности, характерные для уже устоявшегося Ремарка.
Также в данном романе можно встретить некоторых персонажей с именами из других произведений автора, в частности Лилиан Дюнкерк, появляющуюся в написаном им позднее романе "Жизнь взаймы", однако, по-видимому, это лишь тёзки персонажей и биографии у них совершенно разные (что подтверждают и различающиеся характеры, а иногда и внешность.). 

## Сюжет
Молодой автогонщик Кай, ветеран Первой мировой и представитель «потерянного поколения», ищет утраченный вкус жизни на популярных курортах Старого Света, лежащего в руинах послевоенного времени. Он окружён женщинами из высшего света, за ним охотятся менеджеры автоконцернов. Но как забыть пережитое на фронте, как, живя в пресыщенном обществе, вернуть ту острую жажду жизни, которая осталась там, в окопах, на волосок от смерти? Только смертельно опасные гонки элитных болидов на глазах разгорячённой публики дарят герою тот самый адреналин. Кай мечется между дорогими автомобилями и шикарными женщинами, пытаясь обрести нового себя, всё чаще мысленно обращаясь к довоенной юности, отчему дому, близким и любящим людям в родной деревне, где на горизонте была видна железнодорожная станция...

## Издания на русском языке
- Ремарк Э. М. Станция на горизонте / Пер. с нем. С. Е. Шлапоберской. — М.: Вагриус, 2007. — 256 с. — 3000 экз. — ISBN 978-5-9697-0381-0. (перевод с издания: Verlag Kiepenheuer & Witsch, Köln, 1998).